# Più che puoi
«Più che puoi» («Все, що ти можеш») — пісня-дует італійського співака Ероса Рамаццотті та американської співачки та акторки Шер, випущена 3 липня 2001 року компанією «BMG International». Пісня також стала третім синглом із восьмого студійного альбому Рамаццотті «Stilelibero» року.

## Складова
У пісні Шер і Рамаццотті співали одночасно італійською та англійською мовами.
У 2001 році було випущено відео, в якому Ерос Рамаццотті босоніж грає на гітарі в порожній кімнаті, а Шер співає у студії звукозапису.
Критик Хосе Ф. Проміс назвав цей дует «драматичним».

## Чарти

### Тижневі чарти
| Чарт (2001)                        | Позиція |
| ---------------------------------- | ------- |
| Бельгія (Ultratip Flanders)        | 4       |
| Бельгія (Ultratop Wallonia)        | 14      |
| Хорватія (HRT)                     | 6       |
| Європа (European Hot 100 Singles)  | 70      |
| Finland (Radio Airplay Chart)      | 10      |
| Франція (SNEP)                     | 42      |
| Німеччина (Official German Charts) | 61      |
| Угорщина (Mahasz)                  | 2       |
| Італія (FIMI)                      | 20      |
| Італія (Musica e Dischi)           | 16      |
| Нідерланди (Mega Single Top 100)   | 43      |
| Польща (National Airplay Chart)    | 1       |
| Румунія (Romanian Top 100)         | 23      |
| Іспанія (Spain Top 40 Radio)       | 29      |
| Швейцарія (Media Control AG)       | 17      |

### Підсумкові чарти року
| Чарт (2001)                    | Позиція |
| ------------------------------ | ------- |
| Бельгія (Ultratop 50 Wallonia) | 73      |
| Румунія (Romanian Top 100)     | 65      |